# Anisodes vuha
Anisodes vuha là một loài bướm đêm trong họ Geometridae.